# 東谷篤門
東谷 篤門（ひがしたに あつと、1987年12月15日 - ）は、日本の俳優、声優。イケキャス.のメンバー。かつてはスターダストプロモーション制作1部に所属していた。血液型はO型。

## 略歴
2008年の「再婚一直線!」で俳優デビュー。
俳優以外にも2011年より、岡村優と共に引退したデュエルジャッカー・ショーに代わり、デュエル・マスターズのイベントキャラクターを務めており、このことが縁でデュエル・マスターズ ビクトリーでは主題歌担当及び本人役での声優出演を果たし、以後もキャラクターやクリーチャーの役で引き続き登板している。
2016年、男子キャスターユニット「イケキャス.」のメンバーに選ばれる。

## 出演

### テレビドラマ
- 再婚一直線!（2008年5月 - 7月、TBS）
- 太陽と海の教室（2008年7月 - 9月、フジテレビ）
- 交渉人スペシャル（2009年2月28日、テレビ朝日）

### バラエティ
- 戦国鍋TV 〜なんとなく歴史が学べる映像〜（2010年 - 2012年、tvk）
- おはスタ（2011年4月 - 2015年3月、テレビ東京）
- L4 YOU!（2012年 - 2017年、テレビ東京） - リポーターとして出演

### テレビアニメ
- デュエル・マスターズ ビクトリー（デュエルヒーロー アツト）
- デュエル・マスターズ ビクトリーV（鉄条拷、ケンカボーグ）

### 舞台
- D-BOYS STAGE
  - vol.3「鴉〜KARASU〜 04」（2009年4月）
  - vol.3「鴉〜KARASU〜 10」（2009年10月）
- オサエロ（2010年10月）
- EBiDAN (恵比寿学園男子部)（2010年12月）
- 新春 戦国鍋祭〜あんまり近づきすぎると斬られちゃうよ〜（2011年1月）
- PRIDE（2011年2月）
- 東京ZOOM III（2011年7月）
- SAKURA（2011年10月）
- 2012 Air studio produce 「信長」（2012年8月）

### CM
- 任天堂「ニンテンドーDSi」（2010年）
- すかいらーく「ガスト」（2010年）